# Eiskunstlauf-Weltmeisterschaften 1963
Die 53. Eiskunstlauf-Weltmeisterschaften fanden vom 28. Februar bis 3. März 1963 in Cortina d’Ampezzo, Italien, statt.
Es ging nur ein Titel nach Übersee. Das relativ schlechte Abschneiden der USA war auf den Absturz von Sabena-Flug 548 bei Brüssel am 15. Februar 1961 zurückzuführen, bei dem die gesamte US-Eiskunstlaufelite, die sich an Bord der Boeing 707 auf dem Weg zur Weltmeisterschaft in Prag befand, ums Leben gekommen war.

## Ergebnisse

### Herren
Die letzten Pflichtfiguren wurden am 1. März gelaufen. Am selben Abend fand die Kür statt, wobei der ohnehin späte Beginn 21.30 Uhr sich noch verzögerte und bis ins Morgengrauen dauerte. Außerdem herrschte enorme Kälte, so dass die Frage gestellt wurde, ob Weltmeister McPherson „bester Kürläufer“ oder „bester kältebeständiger Teilnehmer“ war. Es stellte sich auch heraus, dass McPherson überbewertet worden war. Nach der Pflicht war noch Schnelldorfer vor Divín, Calmat und McPherson voran gelegen.
| Platz | Sportler              | Land                   |
| ----- | --------------------- | ---------------------- |
| 1     | Donald McPherson      | Kanada                 |
| 2     | Alain Calmat          | Frankreich             |
| 3     | Manfred Schnelldorfer | BR Deutschland         |
| 4     | Karol Divín           | Tschechoslowakei       |
| 5     | Scott Allen           | Vereinigte Staaten     |
| 6     | Peter Jonas           | Österreich             |
| 7     | Sepp Schönmetzler     | BR Deutschland         |
| 8     | Donald Knight         | Kanada                 |
| 9     | Emmerich Danzer       | Österreich             |
| 10    | Nobuo Satō            | Japan                  |
| 11    | Monty Hoyt            | Vereinigte Staaten     |
| 12    | Robert Dureville      | Frankreich             |
| 13    | Hugo Dümler           | BR Deutschland         |
| 14    | Jenő Ébert            | Ungarn                 |
| 15    | Bill Neale            | Kanada                 |
| 16    | Waleri Meschkow       | Sowjetunion            |
| 17    | Giordano Abbondati    | Italien                |
| 18    | Malcolm Cannon        | Vereinigtes Königreich |
| 19    | Wouter Toledo         | Niederlande            |

Punktrichter waren:
- E. Kucharz  Österreich
- J. A. McKechnie  Kanada
- Zdeněk Fikar  Tschechoslowakei
- N. Valdes  Frankreich
- Adolf Walker  BR Deutschland
- Pamela Peat  Vereinigtes Königreich
- Giovanni De Mori  Italien
- C. Benedict-Stieber  Niederlande
- John R. Shoemaker  Vereinigte Staaten

### Damen
Nach der am 2. März beendeten Pflicht führte Dijkstra vor Heitzer, Griner und Hassler.
| Platz | Sportlerin           | Land                   |
| ----- | -------------------- | ---------------------- |
| 1     | Sjoukje Dijkstra     | Niederlande            |
| 2     | Regine Heitzer       | Österreich             |
| 3     | Nicole Hassler       | Frankreich             |
| 4     | Wendy Griner         | Kanada                 |
| 5     | Petra Burka          | Kanada                 |
| 6     | Miwa Fukuhara        | Japan                  |
| 7     | Inge Paul            | BR Deutschland         |
| 8     | Jana Mrázková        | Tschechoslowakei       |
| 9     | Helli Sengstschmid   | Österreich             |
| 10    | Lorraine Hanlon      | Vereinigte Staaten     |
| 11    | Diana Clifton Peach  | Vereinigtes Königreich |
| 12    | Ingrid Ostler        | Österreich             |
| 13    | Karen Howland        | Vereinigte Staaten     |
| 14    | Fränzi Schmidt       | Schweiz                |
| 15    | Eva Grožajová        | Tschechoslowakei       |
| 16    | Ann Margreth Frei    | Schweden               |
| 17    | Junko Ueno           | Japan                  |
| 18    | Sandra Brugnera      | Italien                |
| 19    | Christine Haigler    | Vereinigte Staaten     |
| 20    | Shirra Kenworthy     | Kanada                 |
| 21    | Zsuzsa Szentmiklóssy | Ungarn                 |
| 22    | Anne Karin Dehle     | Norwegen               |
| 23    | Tatjana Nemzowa      | Sowjetunion            |
| 24    | Elżbieta Kościk      | Polen                  |

Punktrichter waren:
- Oskar Madl  Österreich
- E. R. S. McLauchlin  Kanada
- Emil Skákala  Tschechoslowakei
- Gérard Rodrigues-Henriques  Frankreich
- Theo Klemm  BR Deutschland
- C. Benedict-Stieber  Niederlande
- W. Fritz  Schweiz
- L. B. Sanderson  Vereinigte Staaten
- Sergei Wassiljew  Sowjetunion

### Paare
Die Kür fand am Abend des 28. Februar statt. Da der Großteil des Publikums aus Deutschland kam, war die Stimmung im Eisstadion ausgelassen.
| Platz | Sportler                                   | Land               |
| ----- | ------------------------------------------ | ------------------ |
| 1     | Marika Kilius / Hans-Jürgen Bäumler        | BR Deutschland     |
| 2     | Ljudmila Beloussowa / Oleg Protopopow      | Sowjetunion        |
| 3     | Tatjana Schuk / Alexander Gawrilow         | Sowjetunion        |
| 4     | Gertrude Desjardins / Maurice Lafrance     | Kanada             |
| 5     | Milada Kubiková / Jaroslav Votruba         | Tschechoslowakei   |
| 6     | Gerda Johner / Ruedi Johner                | Schweiz            |
| 7     | Judianne Fotheringill / Jerry Fotheringill | Vereinigte Staaten |
| 8     | Vivian Joseph / Ronald Joseph              | Vereinigte Staaten |
| 9     | Patty Gustafson / Pieter Kollen            | Vereinigte Staaten |
| 10    | Sonja Pfersdorf / Günther Matzdorf         | BR Deutschland     |
| 11    | Linda Ward / Neil Carpenter                | Kanada             |
| 12    | Gunilla Lindberg / Gunnar de Sharengrad    | Schweden           |

Punktrichter waren:
- W. Malek  Österreich
- E. R. S. McLauchlin  Kanada
- Zdeněk Fikar  Tschechoslowakei
- N. Valdes  Frankreich
- János Zsigmondy  BR Deutschland
- Elemér Terták  Ungarn
- W. Fritz  Schweiz
- L. B. Sanderson  Vereinigte Staaten
- Sergei Wassiljew  Sowjetunion

### Eistanz
Nach vier Testtänzen führten Shearman/Phillips vor Romanova/Roman und Doan/Ormsby.
| Platz | Sportler                                 | Land                   |
| ----- | ---------------------------------------- | ---------------------- |
| 1     | Eva Romanová / Pavel Roman               | Tschechoslowakei       |
| 2     | Linda Shearman / Michael Phillips        | Vereinigtes Königreich |
| 3     | Paulette Doan / Kenneth Ormsby           | Kanada                 |
| 4     | Janet Sawbridge / David Hickinbottom     | Vereinigtes Königreich |
| 5     | Donna Mitchell / John Mitchell           | Kanada                 |
| 6     | Mary Parry / Roy Mason                   | Vereinigtes Königreich |
| 7     | Sally Schantz / Stanley Urban            | Vereinigte Staaten     |
| 8     | Lorna Dyer / John Carrell                | Vereinigte Staaten     |
| 9     | Györgyi Korda / Pál Vásárhelyi           | Ungarn                 |
| 10    | Carol Forrest / Kevin Lethbridge         | Kanada                 |
| 11    | Marlise Fornachon / Charly Pichard       | Schweiz                |
| 12    | Armelle Flichy / Pierre Brum             | Frankreich             |
| 13    | Helga Burkhardt / Hannes Burkhardt       | BR Deutschland         |
| 14    | Jitka Babická / Jaromír Holan            | Tschechoslowakei       |
| 15    | Christel Trebesiner / Gerald Felsinger   | Österreich             |
| 16    | Ghislaine Houdas / Francis Gamichon      | Frankreich             |
| 17    | Yvonne Littlefield / Peter Betts         | Vereinigte Staaten     |
| 18    | Maria Grazia Toncelli / Vinicio Toncelli | Italien                |

Punktrichter waren:
- Hans Meixner  Österreich
- J. A. McKechnie  Kanada
- Emil Skákala  Tschechoslowakei
- Claude Lambert  Frankreich
- H. Wollersen  BR Deutschland
- Mollie Phillips  Vereinigtes Königreich
- Elemér Terták  Ungarn
- C. Bernacchi  Italien
- John R. Shoemaker  Vereinigte Staaten

## Medaillenspiegel
| Platz | Land                   | Gold | Silber | Bronze | Gesamt |
| ----- | ---------------------- | ---- | ------ | ------ | ------ |
| 1     | BR Deutschland         | 1    | –      | 1      | 2      |
| 1     | Kanada                 | 1    | –      | 1      | 2      |
| 3     | Niederlande            | 1    | –      | –      | 1      |
| 3     | Tschechoslowakei       | 1    | –      | –      | 1      |
| 5     | Frankreich             | –    | 1      | 1      | 2      |
| 5     | Sowjetunion            | –    | 1      | 1      | 2      |
| 7     | Österreich             | –    | 1      | –      | 1      |
| 7     | Vereinigtes Königreich | –    | 1      | –      | 1      |